# Qinghemen
Qinghemen, även känt som Tsinghomen, är ett stadsdistrikt i Fuxin i Liaoning-provinsen i nordöstra Kina.
1. ↑  http://www.geohive.com/cntry/cn-21.aspx